# Paul Hugh Emmett
Pour les articles homonymes, voir Emmett.
Paul Hugh Emmett (né à Portland (Oregon) le 22 septembre 1900 et mort le 22 avril 1985) est un ingénieur chimiste américain.

## Biographie
Il rencontre Linus Pauling qui devient un de ses très proche ami, à l'Oregon Agricultural College (aujourd'hui l'Oregon State University). Une fois obtenu leur baccalauréat en 1922, ils partent au California Institute of Technology où Emmett obtient son doctorat en 1925.
En 1937 il obtient la chaire du département d'ingénierie chimique à la Johns Hopkins University et quitte comme de nombreux physiciens son université pour rejoindre le Projet Manhattan qui vise à doter les États-Unis de l'arme nucléaire. Là, il va développer une méthode pour séparer l'uranium 235 de l'uranium 238.
Après avoir séjourné au Mellon Institute of Industrial Research, il retourne à la Johns Hopkins University en 1955 comme professeur au sein du département de chimie, pour y rester jusqu'en 1971. Il devient ensuite professeur de recherche à la Portland State University, toujours au département de chimie.
En 1976, il épouse la sœur de Linus Pauling, Pauline.
Il reste un membre actif de la communauté scientifique jusqu'à son décès le 22 avril 1985, à l'âge de 84 ans.

## Travaux
Avec Stephen Brunauer et Edward Teller (connu comme le père de la bombe à hydrogène), il publie en 1938 la Théorie Brunauer, Emmett et Teller (BET). Cette théorie vise à prédire le phénomène d'adsorption sous forme de multi-couche et est une extension de l'équation de Langmuir qui n'est valable que pour les solides mono-couche.